# Rečica Kriška
Rečica Kriška – wieś w Chorwacji, w żupanii zagrzebskiej, w gminie Križ. W 2011 roku liczyła 346 mieszkańców.